# Кубок Хорватії з футболу 2008—2009
Кубок Хорватії з футболу 2008—2009 — 18-й розіграш кубкового футбольного турніру в Хорватії. Титул втретє поспіль здобув Динамо (Загреб).

## Календар
| Раунд            | Дата                          | Матчі | Клуби   |
| ---------------- | ----------------------------- | ----- | ------- |
| Попередній раунд | 27 серпня 2008                | 16    | 48 → 32 |
| 1/16 фіналу      | 23 вересня - 8 жовтня 2008    | 16    | 32 → 16 |
| 1/8 фіналу       | 29 жовтня 2008                | 8     | 16 → 8  |
| 1/4 фіналу       | 12 листопада - 10 грудня 2008 | 8     | 8 → 4   |
| 1/2 фіналу       | 4/18 березня 2009             | 4     | 4 → 2   |
| Фінал            | 13/28 травня 2009             | 2     | 2 → 1   |

## 1/16 фіналу
| Команда 1           | Рахунок      | Команда 2        |
| ------------------- | ------------ | ---------------- |
| 23 вересня 2008     |              |                  |
| Орієнт              | 1:4          | Хайдук (Спліт)   |
| Хрватскі Драговоляц | 1:0          | Меджимур'є       |
| Карловац            | 1:1 пен. 6:5 | Істра 1961       |
| 24 вересня 2008     |              |                  |
| Металац (Сісак)     | 0:6          | Рієка            |
| Младост (Церник)    | 0:1          | Вартекс          |
| Загора (Унешич)     | 2:1          | Осієк            |
| Графічар (Водовод)  | 1:3          | Загреб           |
| Сухополе            | 1:2          | Цибалія          |
| Лучко               | 3:5          | Інтер (Запрешич) |
| Мославина           | 2:1          | Шибеник          |
| Вуковар'91          | 0:1          | Поморац          |
| Конавлянин          | 1:0          | Беліще           |
| Оріолік             | +:-          | Камен Інград     |
| Задар               | 3:0          | ГАШК             |
| 8 жовтня 2008       |              |                  |
| Гай (Маче)          | 1:5          | Динамо (Загреб)  |
| Полет (Бушевец)     | 0:2          | Славен Белупо    |

## 1/8 фіналу
| Команда 1           | Рахунок      | Команда 2       |
| ------------------- | ------------ | --------------- |
| 29 жовтня 2008      |              |                 |
| Конавлянин          | 0:2          | Хайдук (Спліт)  |
| Задар               | 2:2 пен. 4:5 | Рієка           |
| Поморац             | 2:0          | Вартекс         |
| Загора (Унешич)     | 2:1          | Карловац        |
| Інтер (Запрешич)    | 0:2          | Загреб          |
| Оріолік             | 0:4          | Цибалія         |
| Хрватскі Драговоляц | 0:6          | Динамо (Загреб) |
| Мославина           | 0:2          | Славен Белупо   |

## 1/4 фіналу
| Команда 1                   | Заг.         | Команда 2       | 1-й матч | 2-й матч |
| --------------------------- | ------------ | --------------- | -------- | -------- |
| 12/26 листопада 2008        |              |                 |          |          |
| Рієка                       | 4:4 пен. 2:4 | Загреб          | 2:2      | 2:2      |
| Поморац                     | 2:2 пен. 2:4 | Цибалія         | 1:1      | 1:1      |
| Хайдук (Спліт)              | 0:0 пен. 7:6 | Славен Белупо   | 0:0      | 0:0      |
| 12 листопада/10 грудня 2008 |              |                 |          |          |
| Загора (Унешич)             | 2:7          | Динамо (Загреб) | 1:2      | 1:5      |

## 1/2 фіналу
| Команда 1         | Заг. | Команда 2       | 1-й матч | 2-й матч |
| ----------------- | ---- | --------------- | -------- | -------- |
| 4/18 березня 2009 |      |                 |          |          |
| Хайдук (Спліт)    | 4:1  | Цибалія         | 4:1      | 0:0      |
| Загреб            | 1:6  | Динамо (Загреб) | 0:2      | 1:4      |

## Фінал
| Команда 1         | Заг.         | Команда 2      | 1-й матч | 2-й матч |
| ----------------- | ------------ | -------------- | -------- | -------- |
| 13/28 травня 2009 |              |                |          |          |
| Динамо (Загреб)   | 3:3 пен. 4:3 | Хайдук (Спліт) | 3:0      | 0:3      |

### Перший матч
| 13 травня 2009 21:15 (EEST) |

| Динамо (Загреб)                      | 3:0      | Хайдук (Спліт) |
| ------------------------------------ | -------- | -------------- |
| Манджукич 13', 57' Саммір 29' (пен.) | Протокол |                |

| Стадіон «Максимір», Загреб Глядачів: 20 000 Арбітр: Бруно Марич |

### Другий матч
| 28 травня 2009 21:00 (EEST) |

| Хайдук (Спліт)                  | 3:0      | Динамо (Загреб) |
| ------------------------------- | -------- | --------------- |
| Калинич 56', 75' Бартолович 58' | Протокол |                 |

| Стадіон «Полюд», Спліт Глядачів: 18 000 Арбітр: Домагой Любичич |

|                                                |     | Пенальті                                    |  |
| Калинич · Росо · Бартолович · Ібричич · Андрич | 3:4 | Біщан · Саммір · Бадель · Моралес · Хргович |  |